# Master Of The Rings
Master of the Rings es el sexto álbum de estudio del grupo de power metal alemán Helloween.
Es el primer disco tras la expulsión de Michael Kiske y la muerte de Ingo Schwichtenberg, y el primero con Andi Deris como cantante. Se considera este álbum como un regreso a las raíces del power metal, que fueron abandonados en los álbumes anteriores, Pink Bubbles Go Ape (de 1991) y Chameleon (de 1993).sus sencillos son "Where The Rain Glows","Mr.Ego","Perfect Gentleman","In The Middle Of HeartBeat" y "Why?"

## Lista de canciones
1. "Irritation (Weik Editude 112 In C)" (Weikath) – 1:20
2. "Sole Survivor" (Weikath/Deris) – 4:33
3. "Where The Rain Grows" (Weikath/Deris) – 4:46
4. "Why?" (Deris) – 4:20
5. "Mr. Ego (Take Me Down)" (Grapow) – 7:00
6. "Perfect Gentleman" (Deris/Weikath) – 4:00
7. "The Game Is On" (Weikath) – 5:00
8. "Secret Alibi" (Weikath) – 5:50
9. "Take Me Home" (Grapow) – 4:25
10. "In The Middle Of A Heartbeat" (Deris/Weikath) – 4:30
11. "Still We Go" (Grapow) – 5:10

### Bonus de la versión japonesa
1. "Can't Fight Your Desire" (Deris) - 3:45
2. "Grapowski's Malmsuite 1001 (In D Doll)" (Grapow) - 6:33

### Edición expandida (disco 2)
1. "Can't Fight Your Desire" (Deris) – 3:45
2. "Star Invasion" (Deris/Weikath) – 4:47
3. "Cold Sweat"(Thin Lizzy cover)((Lynott/Sykes) – 3:46
4. "Silicon Dreams" (Grosskopf) – 4:10
5. "Grapowski's Malmsuite 1001" (Grapow) – 6:33
6. "I Stole Your Love" (Kiss cover)((Stanley) – 3:23
7. "Closer to Home" (Grand Funk Railroad cover)(Farner) – 8:13

## Formación
- Andi Deris - Voz
- Michael Weikath - Guitarra
- Roland Grapow - Guitarra, voz líder en "Closer to Home"
- Markus Grosskopf - Bajo
- Uli Kusch - Batería

- Datos: Q1419272